# Psylloidea
Le Psille (Psylloidea) sono una superfamiglia di insetti appartenenti alla sezione Sternorrhyncha dei Rhynchota Homoptera.

## Morfologia
Si tratta di insetti di piccole dimensioni, che arrivano al massimo intorno ai 4–5 mm.
Gli adulti sono in genere di colore chiaro nelle generazioni estive, mentre gli adulti che svernano sono scuri o anche nerastri. La forma del corpo richiama quella degli Auchenorrinchi.
Il capo presenta antenne generalmente di dieci articoli, al di sotto delle quali spesso si trovano due processi chiamati coni frontali (uno per lato). Gli occhi composti sono ben formati, gli ocelli sono presenti in numero di tre. L'apparato boccale possiede un rostro composto da tre articoli (trimero).
Il torace è sempre dotato di ali, trasparenti e tenute "a tetto" allo stato di riposo. Le zampe sono dotate di due tarsi anziché tre; quelle metatoraciche consentono a questi insetti di saltare (curiosamente, anche all'indietro). La morfologia della venulazione è il più marcato carattere differenziale che discerne fra la famiglia dei Triozidae e quella degli Psyllidae. Altre famiglie presentano una morfologia alare riconducibile a quella degli Psyllidae.
In tutti gli Psilloidei, la costa e la subcosta subcosta sono fuse. Le altre nervature longitudinali della regione remigante (radio, media e cubito) sono fuse in un tratto basale detto nervatura basale. Il modo in cui si dirama la nervatura basale differenzia Trioze e Psille propriamente dette:
- Negli Psillidi e, in generale, in tutte le famiglie minori morfologicamente affini, la nervatura basale si divide in due rami: quello anteriore rappresenta la radio (R), che a sua volta si dirama nel ramo del radio, breve e confluente nello pterostigma, e nel settore radiale; quello posteriore, dopo un breve percorso si suddivide in un ramo anteriore, rappresentante la media (M), e uno posteriore, rappresentante la cubito (Cu). Media e cubito si suddividono a loro volta in due rami terminali.
- Nelle Trioze, la nervatura basale si divide in tre rami, rappresentanti rispettivamente la radio, la media e la cubito.

In tutti gli Psilloidei, sul margine esterno delle cellule r2, m2, m1 e cu1, sono presenti spine apicali.
| |  |
| Schema della venulazione nelle ali degli Psyllidae (a sinistra) e dei Triozidae (a destra) Legenda: Pt: pterostigma; spn: spine apicali; r, m, cu: cellule. Nervature: C+Sc: costa + subcosta; R+M+Cu: vena basale; Rs: settore radiale; M: rami della media; Cu: rami della cubito. |  |

Negli adulti, l'addome è composto da dieci uriti: il nono è ampio e porta sul dorso il decimo; attraverso quest'ultimo sbocca l'apertura anale. In qualche caso comunque il 9° e il 10° segmento addominale sono fusi insieme.
All'interno dell'addome sono sempre presenti camere filtranti, come in molti altri Omotteri.
Nelle femmine è presente l'ovopositore morfologico.
Nei maschi l'apice dell'addome è rivolto verso l'alto e porta l'armatura genitale.

## Sviluppo
Le uova sono dotate di un peduncolo infisso nei tessuti vegetali; tale peduncolo serve ad assorbire dalla pianta un minimo di umidità, senza la quale l'uovo si dissecca.
Gli stadi giovanili (2 di neanide e 3 di ninfa oppure 3 di neanide e 2 di ninfa) hanno una forma tipica , tozza e molto appiattita, con gli ultimi segmenti addominali fusi in una struttura chiamata pigidio.

## Danni
Gli Psilloidei emettono una enorme quantità di escrementi zuccherini (melata); le gocce possono essere espulse anche all'interno di piccole capsule cerose. 
La melata può ostacolare la lotta chimica e su di essa si sviluppa la fumaggine. Quest'ultima è formata da funghi saprofiti di colore nero, che impediscono alla luce di giungere nei tessuri vegetali sottostanti, ostacolando la fotosintesi.
L'elevata concentrazione zuccherina della melata può inoltre anche arrecare causticazioni alle foglie delle piante infestate.
Gli Psilloidei arrecano gravi danni alle piante anche perché immettono saliva tossica con le loro punture. Effetto dell'immissione di saliva è la deformazione dei germogli (frequente è l'arrotolamento verso l'alto dei margini fogliari) e la formazione di galle.
Inoltre talvolta possono essere vettori di virosi di una certa gravità.

## Sistematica
La superfamiglia degli Psilloidei comprende oltre 3000 specie ripartite fra 235 generi. Si suddivide in sei famiglie:
- Calophyidae
- Carsidaridae
- Homotomidae
- Phacopteronidae
- Psyllidae
- Triozidae

Le famiglie più numerose e rappresentative sono Psyllidae e Triozidae, mentre le altre comprendono pochi generi. Alcuni Autori contemplano separatamente anche le famiglie Aphalaridae, Liviidae e Spondyliaspididae, che in questo schema, largamente adottato in letteratura, sono scorporate in più sottofamiglie e incluse all'interno degli Psyllidae.